# El Verbo Encarnado
La Exposición El Verbo Encarnado, fue una exposición de arte sacro celebrada en 2021 en el interior de la catedral de la ciudad española de Málaga.
Estuvo organizada por la Agrupación de Cofradías de Semana Santa de Málaga y tuvo lugar desde el 21 de septiembre al 18 de noviembre dentro de los actos conmemorativos del primer centenario de la entidad.
Durante este tiempo, trece imágenes titulares de cofradías y hermandades de la ciudad fueron expuestas en las distintas capillas del templo.
La muestra recibió en su corta duración la visita de más de 131.000 personas, siendo una de las exposiciones con más afluencia de público en la ciudad de Málaga y Andalucía teniendo entre sus visitantes ilustres al Presidente de la República Italiana, Sergio Mattarella.

## Historia
La Agrupación de Cofradías de Semana Santa de Málaga preparó para el año 2021 una serie de cultos y actos para conmemorar el primer centenario de su creación. Los tres pilares fundamentales era el rezo del Viacrucis con catorce imágenes de Cristo; una magna procesión y una exposición de imágenes en la catedral. 
Debido a la pandemia de Covid, muchas actividades fueron suprimidas, aplazadas o modificadas en forma y fecha. La muestra en la catedral contó con un planteamiento inédito y, aunando tradición y vanguardia, la dirección de la muestra fue responsabilidad de Miguel Ángel Blanco Gómez, secundado en las distintas tareas que conllevaba semejante montaje por Gonzalo Otalecu Guerrero, Rafael de las Peñas Díaz, Marina Riera Jiménez y Salvador Rueda Olivares, quienes comprometieron a un plantel de artistas malagueños para que con sus creaciones enriquecieran de un modo sorprendente la exhibición de las sagradas imágenes, en una exposición que, por su formato y singularidad, llamó muchísimo la atención de medios y visitantes e incluso generó alguna polémica.
Entre las imágenes elegidas para la muestra, dos de las cofradías declinaron la invitación para participar: la Virgen de los Dolores del Puente y la Virgen de la Amargura (Zamarrilla).

## Traslados de ida
En la madrugada del domingo 19 de septiembre, miles de malagueños se echaron a las calles a pesar de lo intempestivo del horario fijado, ya que desde las cinco menos cuarto estaba programada la primera de estas salidas extraordinarias, en concreto la del Nazareno Redentor del Mundo, titular de la hermandad participante más alejada del centro urbano. 
Las normas establecidas para el desarrollo de los cortejos eran totalmente rigurosas y acordes con las medias profilácticas vigentes para el COVID-19, de modo que hubo limitaciones de acompañantes –limitados a dieciocho individuos–, turnos de portadores, uso de mascarillas y obligación de presentar como aval el certificado de vacunación. Igualmente, se acordó prescindir de insignias, salvo la cruz guía o la parroquial, cuerpos de hermanos con cirios, acólitos, y coros o bandas de música, algo que además se pensaba ayudaría a agilizar los trayectos que no se quería que rebasaran las dos horas de duración, aunque finalmente los mismos excedieron este tiempo.
Salvo esta levedad, afortunadamente todo se desarrolló con normalidad y con una total ausencia de incidentes, concentrándose la mayor parte de público en el entorno de la catedral, dado que permitía presenciar de forma unitaria a todo el conjunto de andas procesionales participantes. Por riguroso orden, las imágenes fueron accediendo al interior catedralicio, siendo la primera en efectuarlo la imagen de Nuestro Padre Jesús de la Puente ataviado con su histórica túnica. A continuación llegó la Reina de los Cielos, cotitular de la Agrupación de Cofradías, ataviada con un terno y escapulario de impronta letífica, seguida del Nazareno de los Viñeros que lucía su túnica recamada. A hombros de sus hermanos llegaba el Cristo de la Agonía, la Virgen de la Piedad, y la de Servitas que, revestida con su prendas bordadas y entronizada en una peana de carrete, compuso toda una recreación de los modelos antiguos que eran privativos de las procesiones malagueñas. 
Tras la dolorosa llegó el turno del Cristo del Amor, en andas diferentes a la imagen de la Virgen sedente que siempre lo acompaña. Los miles de malagueños congregados en las inmediaciones de la catedral irrumpieron en aplausos y vivas a la Virgen cuando María Santísima del Rocío llegó a las inmediaciones del templo. La cofradía engalanó a la Novia de Málaga con un atuendo sencillo, lleno de evocaciones a décadas pasadas. 
Jesús de la Misericordia fue trasladado en sencillas andas desde la iglesia del Carmen con su túnica burdeos de gala. Le siguió el Redentor del Mundo, maniatado y sin la cruz; el crucificado de los Milagros, que prescindiendo de andas iba a hombros de sus hermanos, la Soledad de San Pablo, nimbada con resplandor, y, por último, Jesús Cautivo flanqueado en su pequeño trono con cuatro grandes tulipas, hizo que las personas allí congregadas irrumpieran en continuos aplausos y vítores a la imagen esculpida por Martín Simón. Eran exactamente las nueve menos veinte de la mañana cuando se produjo este último ingreso en la catedral, más de media hora más tarde de lo que se había calculado, ya que fue evidente el retraso acumulado por los distintos parones sufridos por los cortejos, alguno de los cuales, finalmente, quedaron engrosados al incorporarse numerosas personas como ocurrió con el Rocío y el Cautivo que arrastraron más de un centenar de promesas. Todas las imágenes y sus respectivos cofrades fueron recibidos en el umbral de la basílica por el deán, Antonio Aguilera a quien acompañaban el vicario general, Antonio Coronado, y el delegado diocesano de hermandades y cofradías, Salvador Guerrero. Dado que la primera eucaristía se celebraba en el templo a las nueve horas, rápidamente todas las andas quedaron instaladas en la zona del trascoro, procediéndose al desalojo de los portadores y el limitado número de personas que habían sido autorizadas para estar presentes en evitación de aglomeraciones. El espacio que ocupaban fue cerrado con mamparas para impedir el acceso del público, en evitación de las molestias y el ruido que podían originarse durante la celebración de las misas dominicales.

## Las imágenes en la exposición

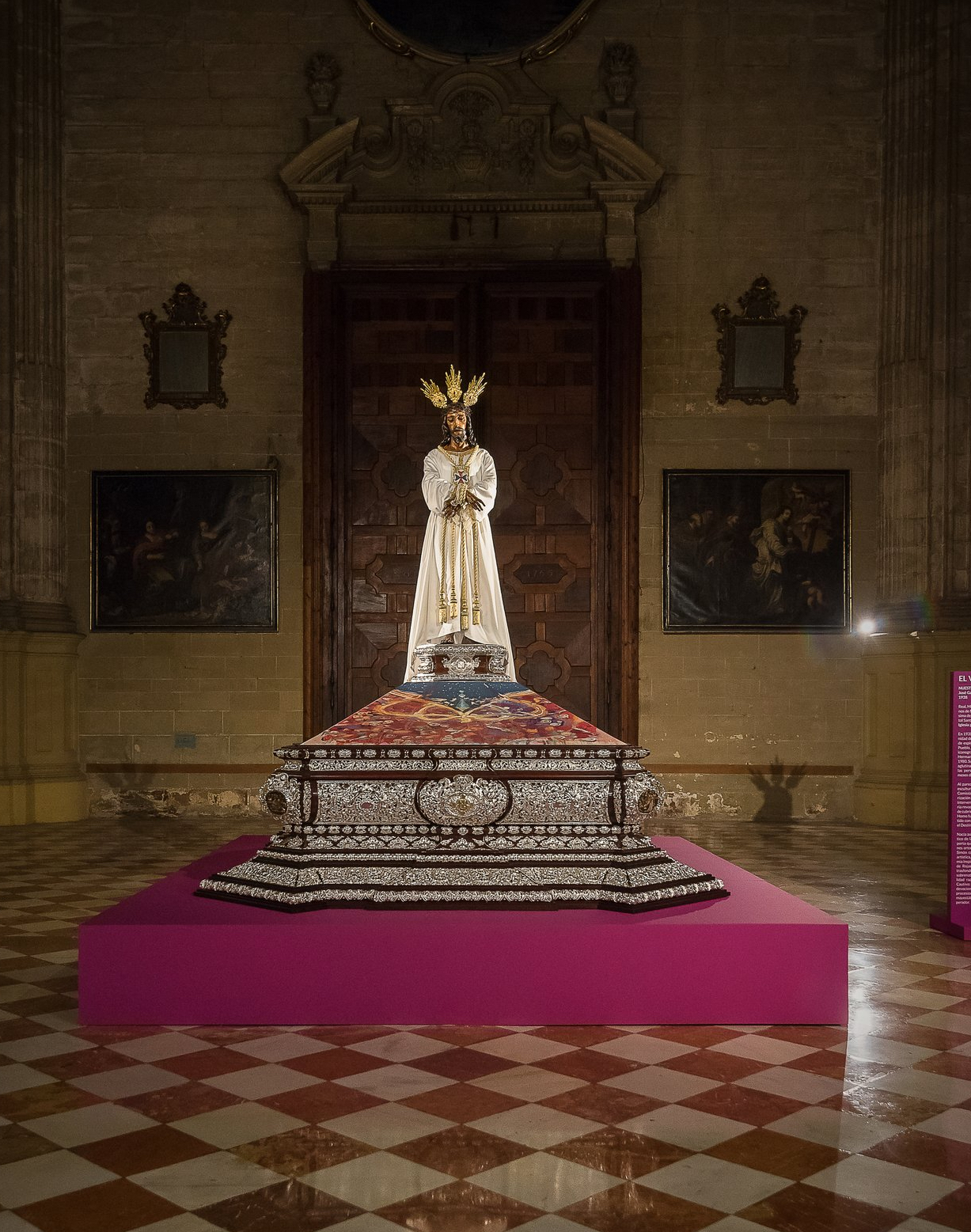
Jesús Cautivo sobre la alegoría de Fernando Puche denominada El Jardín de los 46 Ojos.
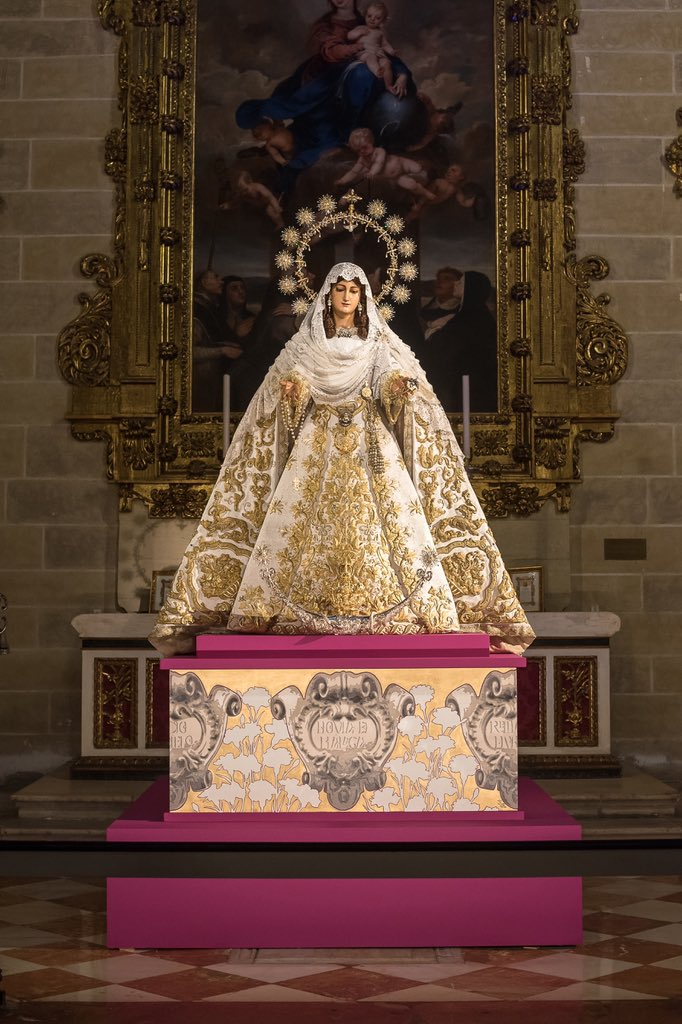
La Virgen del Rocío sobre la peana de Curro Claros llamada Claveles para la Novia.
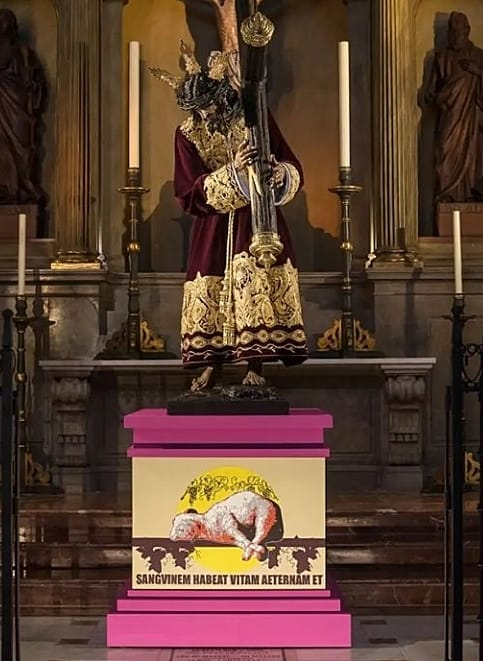
Jesús de Viñeros sobre la obra de José Carlos Torres denominada Amor, entrega y calvario.
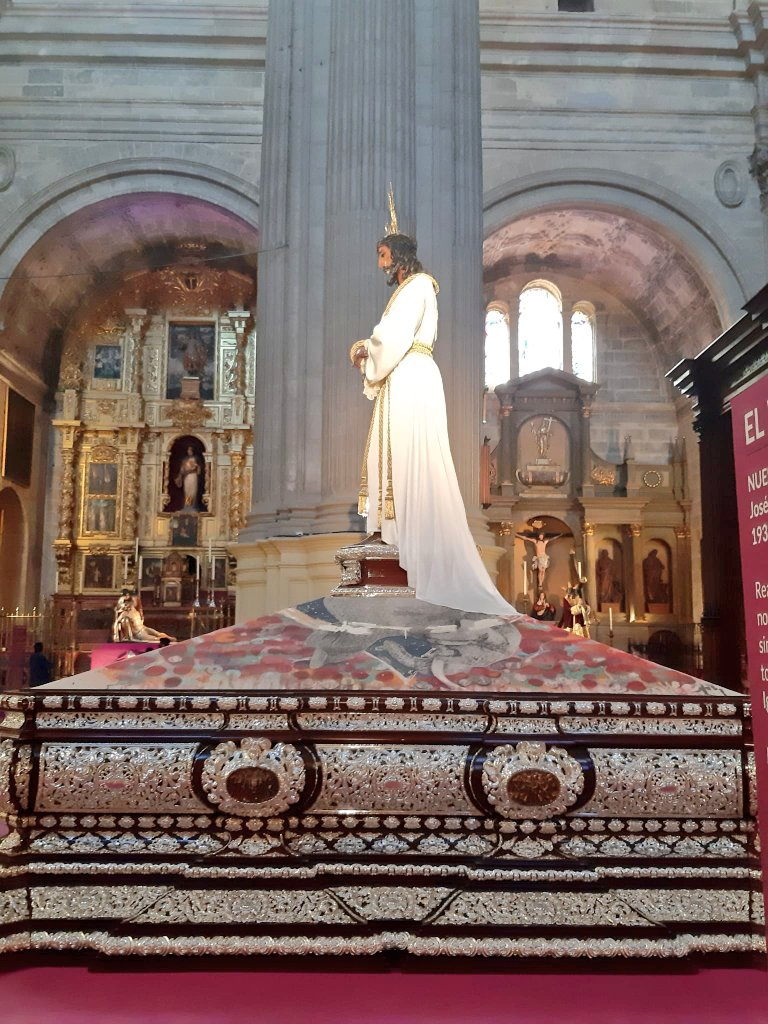
El Cautivo sobre su trono de Semana Santa.
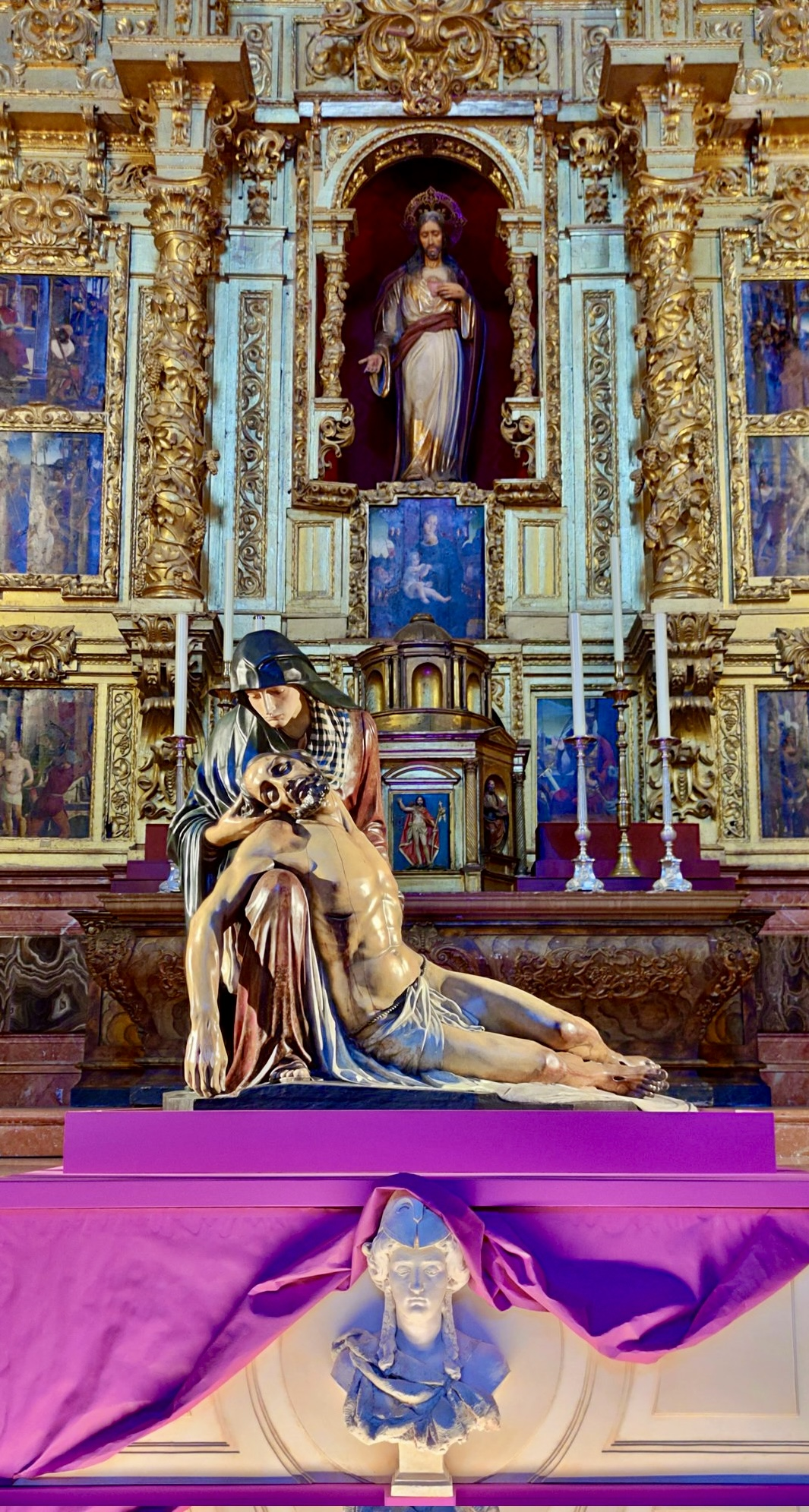
Nuestra Señora de la Piedad
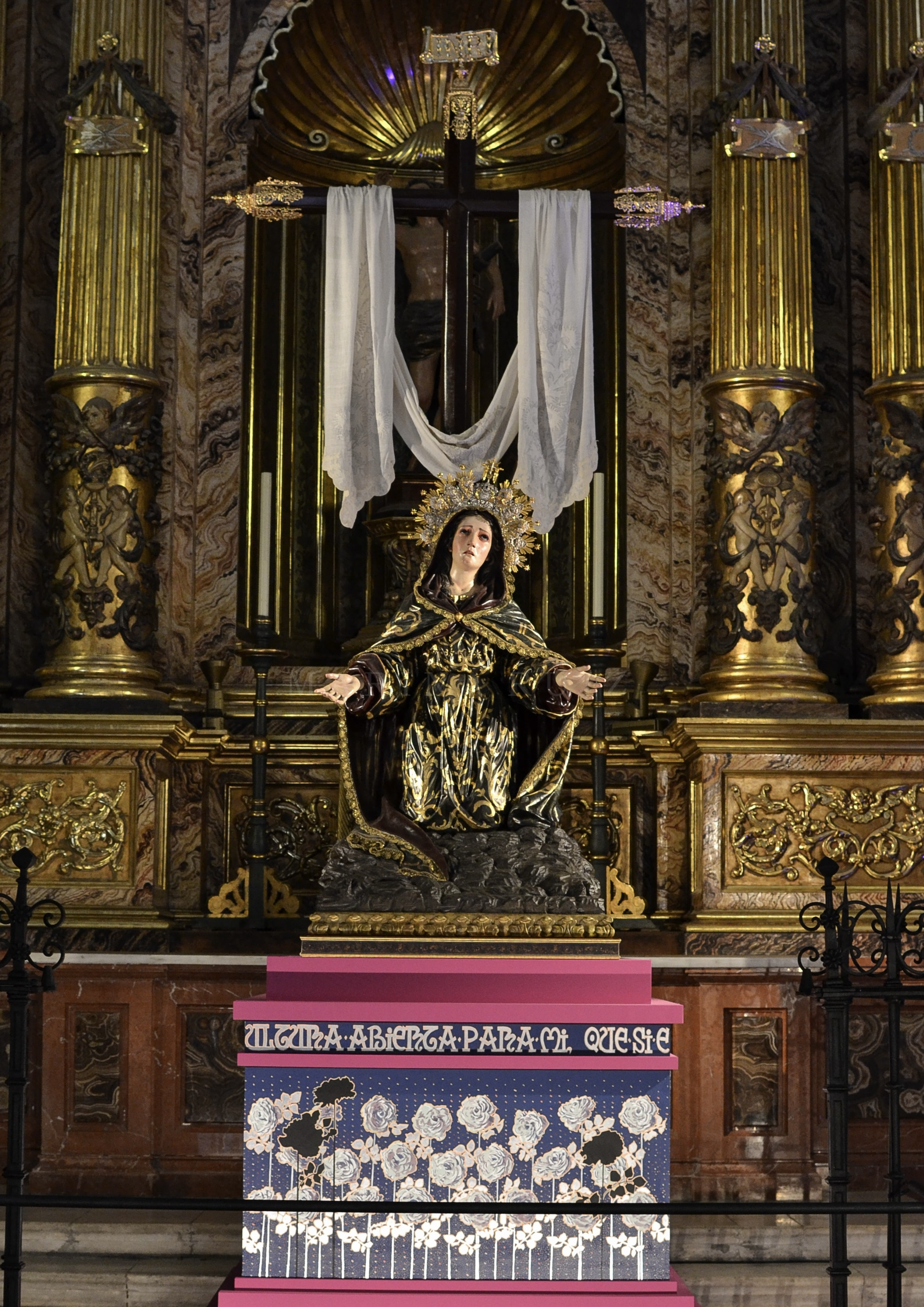
Soledad de San Pablo
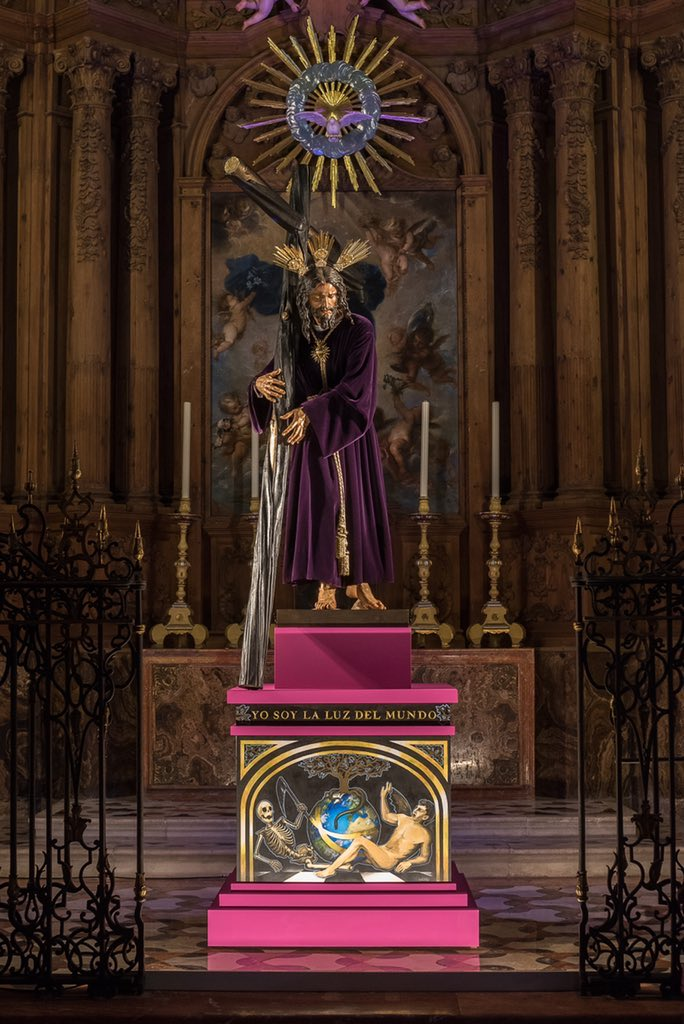
Redentor del Mundo en la peana de Pablo Cortés del Pueblo

| Imagen                                          | Cofradía                | Autor                     | Autor Peana             | Ubicación                         |
| ----------------------------------------------- | ----------------------- | ------------------------- | ----------------------- | --------------------------------- |
| Cristo del Amor y Virgen Dolorosa               | Amor                    | Fernando Ortiz            | Martín España           | Capilla de San Rafael             |
| Cristo de los Milagros                          | Zamarrilla              | Francisco Palma Burgos    | Gabriel Rodrigo         | Capilla de San Miguel             |
| Nuestra Señora de la Soledad                    | Soledad de San Pablo    | Pedro Moreira López       | Francisco Naranjo       | Capilla de San Sebastián          |
| Nuestro Padre Jesús Nazareno de Viñeros         | Viñeros                 | Francisco Buiza           | José Carlos Torres      | Capilla de la Victoria            |
| Nuestra Señora de la Piedad                     | Piedad                  | Francisco Palma Burgos    | Ángel Sarmiento         | Capilla del Sagrado Corazón       |
| Nuestro Padre Jesús Nazareno Redentor del Mundo | Mediadora               | Navarro Arteaga           | Pablo Cortés del Pueblo | Capilla de la Inmaculada          |
| María Santísima Reina de los Cielos             | Agrupación de Cofradías | Luis Álvarez Duarte       | Pedro Alarcón           | Capilla de la Virgen de los Reyes |
| Santísimo Cristo de la Agonía                   | Penas                   | Francisco Buiza           | Pablo Flores            | Capilla de San Francisco          |
| Nuestro Padre Jesús de la Misericordia          | Misericordia            | José Navas-Parejo         | José Antonio Jiménez    | Capilla de Santa Bárbara          |
| Nuestro Padre Jesús de la Puente del Cedrón     | Paloma                  | Juan Manuel Miñarro López | Federico Miró           | Capilla del Pilar                 |
| Nuestra Señora de los Dolores                   | Servitas                | Fernando Ortiz            | Fernando Prini          | Capilla del Cristo del Amparo     |
| Nuestro Padre Jesús Cautivo                     | Cautivo                 | José Gabriel Martín Simón | José Luis Puche         | Trascoro de la catedral           |
| María Santísima del Rocío                       | Rocío                   | Pío Mollar Franch         | Curro Claros López      | Capilla del Rosario               |

## Traslados de vuelta
Dado la acogida por parte de malagueños y de los muchos visitantes provenientes desde otras provincias, la organización del evento decidió prorrogar la muestra una semana más de lo previsto, fijando finalmente los traslados de devolución de imágenes para el viernes 19 de noviembre, autorizándose que en las comitivas correspondiente pudieran ya figurar hermanos portando cirios e insignias. En la tarde de ese día, algo desapacible, y con un intervalo de cinco minutos a contar desde las 18:00 horas, las distintas imágenes abandonaron la catedral rumbo a sus respectivas sedes canónicas. 
Se acordó que todas estas salidas y el paso adyacente por las calles cercanas al primer templo las celebraran las distintas corporaciones con el acompañamiento de coros y capillas musicales, para evitar así los acoplamientos que irremediablemente se iban a producir con las intervenciones de las bandas y agrupaciones. De esta manera, las mismas se fueron incorporando progresivamente a los cortejos en determinados puntos de los itinerarios.